# SN 1993J
SN 1993J는 M81 은하에서 폭발한 초신성이다. 1993년에 폭발하였다.